# Aron Glp VII
Aron Glp VII is een bestuurslaag in het regentschap Aceh Utara van de provincie Atjeh, Indonesië. Aron Glp VII telt 283 inwoners (volkstelling 2010).